# Col·legi de Betlem
El col·legi de Betlem va ser fundat al segle xvi per la Companyia de Jesús a La Rambla de Barcelona i s'extingí el 1767 amb l'expulsió dels jesuïtes per Carles III.

## Història

### Fundació (1539-1562)
Els jesuïtes van manifestar des de ben aviat el seu interès per establir-se a Barcelona. Aquest desig tenia una doble arrel: l'amistat d'Ignasi de Loiola amb persones influents de la ciutat durant les seves breus estades, i la preocupant situació religiosa que es vivia a Barcelona i Catalunya. El primer jesuïta que passà per Barcelona fou Antoni Araoz (1539), qui ja informà Sant Ignasi sobre la bona acollida rebuda i el desig dels barcelonins que la Companyia s'establís a la ciutat. Els primers preveres admesos, Joan Queralt i Joan Gestí, van llogar una casa davant la Vicaria del Pi. Guiomar de Gralla, esposa del mestre racional de Catalunya, pagava el lloguer, mentre les monges de Santa Clara s'ocupaven de l'aixovar i la manutenció. Posteriorment, s'admeteren dos sacerdots més (Bernat Caselles i Montserrat Soler), i se'n nomenà superior (rector) el pare Queralt.
L'any 1550, Francesc de Borja, antic virrei de Catalunya, va passar per Barcelona anant cap a Roma on volia ingressar a la Companyia. Veient les dificultats dels jesuïtes, demanà al mercader Joan Bolet que els ajudés econòmicament per adquirir un lloc definitiu.

### Establiment a la Rambla (1550-1671)
Amb l'ajuda de l'ardiaca Dimas Camps, el vistiplau del pare Jeroni Domènech, i el finançament donat del sastre Bagà, la Companyia de Jesús adquirí el 1550 una casa a la Rambla cantonada amb el carrer del Carme. El motiu d'escollir aquest emplaçament era divers: d'una banda, la impossibilitat de poder comprar un terreny o casa dins el segon recinte emmurallat; d'una altra, la proximitat de l'Estudi General, situat al capdamunt de la Rambla; i de l'altra, la possibilitat d'anar ampliant aquest espai amb la compra de cases veïnes.

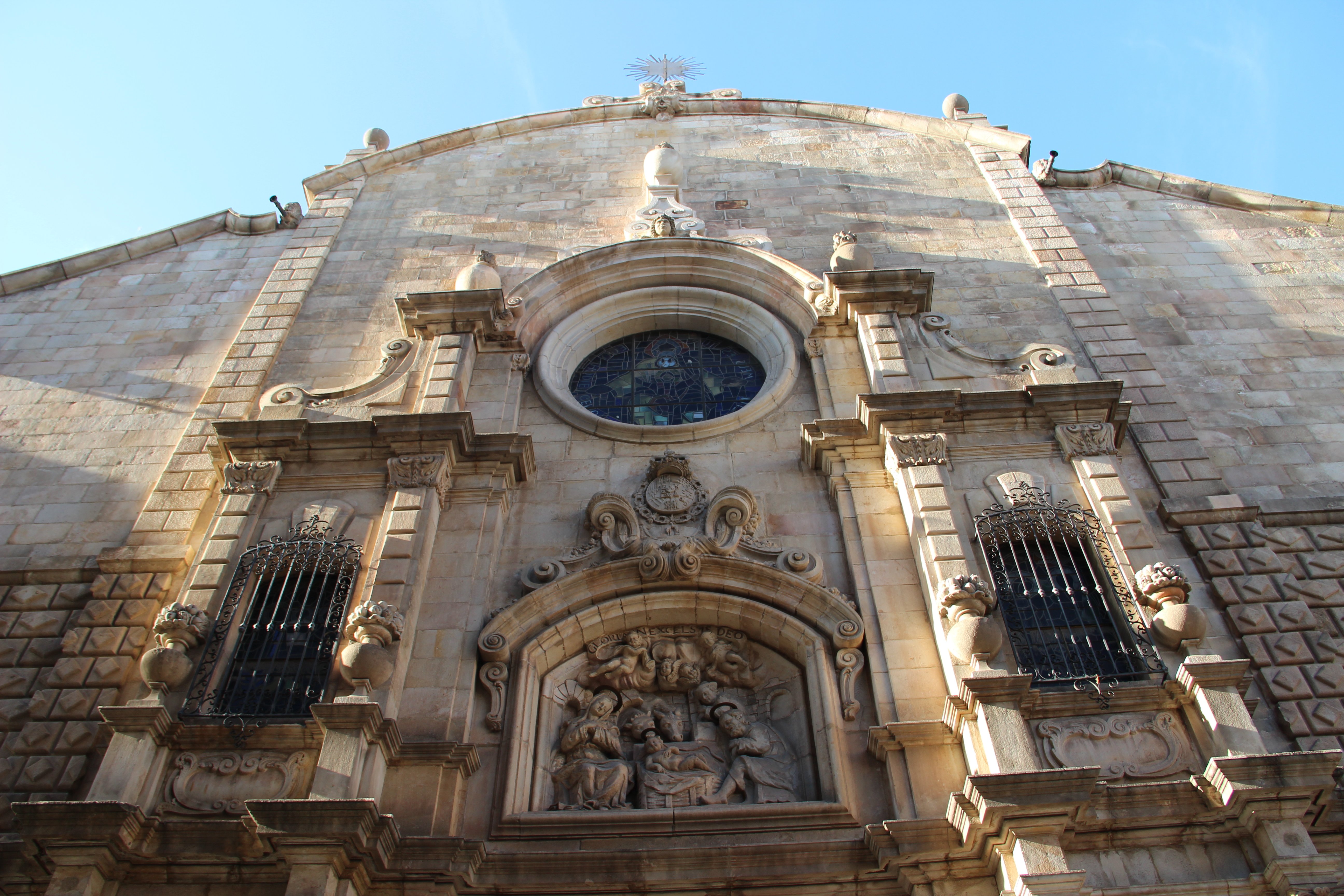
Església de Betlem

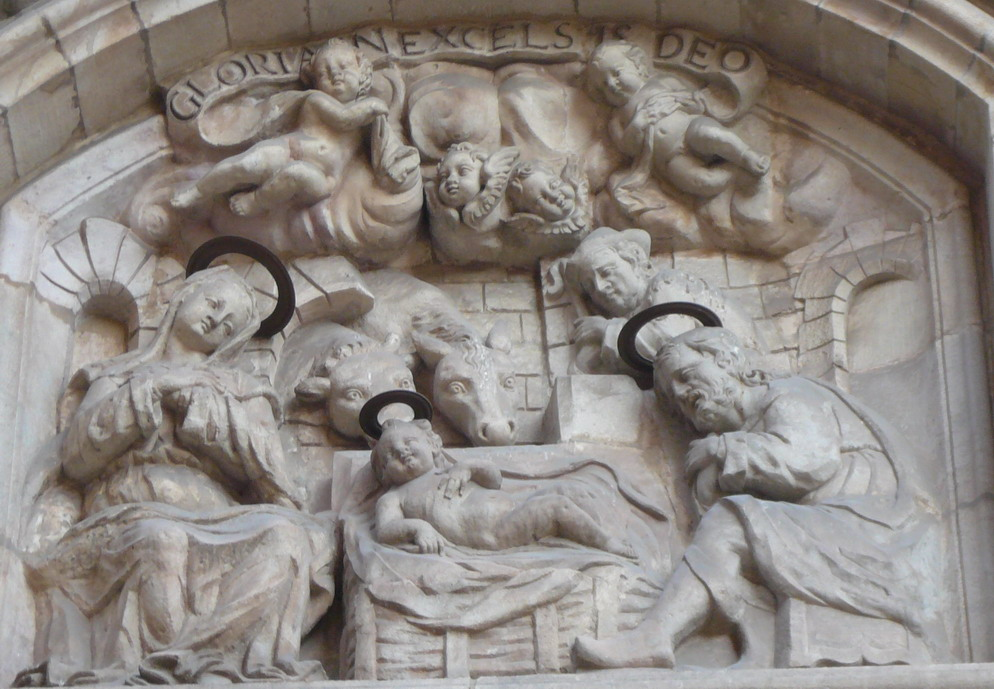
Relleu de la nativitat a l'església de Betlem

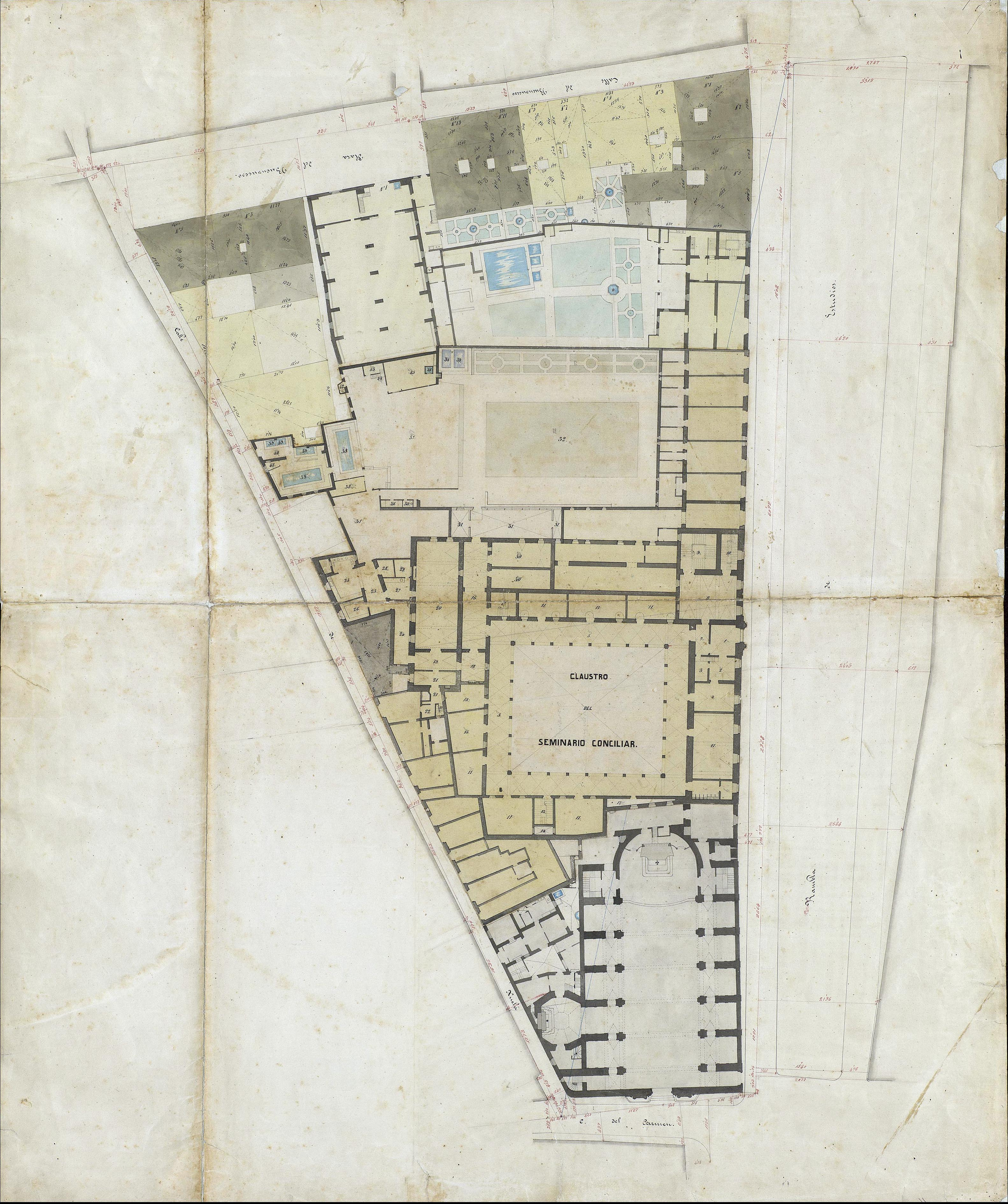
Quarteró núm. 71 de Garriga i Roca (c. 1860)

El següent pas fou la construcció d'una església. Joan Bolet va deixar (no donar) 670 lliures, a les quals s'afegiren 350 lliures del Bisbe de Sogorb, Gaspar de Borja, i altres almoines. La primera pedra es posà el 14 d'abril, amb els noms gravats de Jesús i Ignasi. El 1556, encara inacabada, l'església fou oberta al públic sota l'advocació de Nostra Senyora de Betlem. Dos grans obstacles van aparèixer poc després: un litigi amb el convent del Carme i la parròquia del Pi, i una epidèmia de pesta que va afectar la ciutat, causant la mort de gairebé tots els jesuïtes (només sobrevisqué el germà infermer Gaspar Pérez).
Acabada la pesta el 1559, s'inicià un procés de reconstrucció del col·legi amb successius rectors, però els continus canvis revelaven tensions dins la província d'Aragó de la Companyia entre els que volien potenciar les obres al Regne de València i els que preferien consolidar el col·legi de Barcelona. El 6 de gener de 1562, el pare José de Ayala prengué possessió com a rector, i durant els 16 anys de rectorat (un període inusualment llarg) donà l'impuls necessari al col·legi, tant pel que feia a finançament, assignatures, com per enfrontar-se als jesuïtes que preferien potenciar els estudis a València. Altrament, fins llavors, els estudiants jesuïtes de teologia assistien a les classes de l'Estudi General de Barcelona, i al Col·legi de Betlem només s'impartien classes pràctiques de moral (casus conscienthae) per a sacerdots. Entre el 1563 i el 1573 el col·legi passà de 6 estudiants a 200.
Per establir oficialment un col·legi calia un fundador que proporcionés un capital suficient, i si bé a Castella no mancaven nobles i eclesiàstics amb recursos per fundar col·legis, a Catalunya, la situació era molt diferent per diverses raons:
- Després de la unió amb Castella, moltes de les famílies nobles més importants havien desaparegut de Catalunya per casaments o trasllats.
- Els bisbes catalans disposaven de rendes molt inferiors a les dels bisbes castellans.
- Les ciutats catalanes tampoc no disposaven dels recursos necessaris per a aquestes fundacions.

Es va intentar aconseguir el traspàs de propietats eclesiàstiques: a Catalunya hi havia 22 abadies o priorats quasi buits i condemnats a la desaparició. Inicialment, es va pensar en l'Abadia de Vilabertran, Sant Pau del Camp, i Sant Martí de Canigó, sense èxit. Però el pare Ayala va aconseguir per al col·legi el monestir de Sant Pere de Casserres amb les seves propietats i senyorius.
S'exploraren diverses opcions, com ara demanar més donacions al rei, intentar que les rendes vitalícies esdevinguessin perpètues (cosa que la corona no va concedir). Finalment, es van invertir les rendes vitalícies en propietats i censos que poguessin ser testats. El procés va durar més de 10 anys fins a aconseguir la fundació oficial el 1573, quan reviscolà gràcies al patronatge de Maria Manrique de Lara i Cardona, al que s'uní el d'Hernando d'Aragó, fill del duc de Villahermosa, que va posar a disposició de la Companyia, prèvia dispensa del papa Gregori XIII, un benefici eclesiàstic.

### Expansió i consolidació (1662-1767)
El 1662, els jesuïtes prengueren possessió del veí Col·legi de Cordelles, institució dedicada a l'ensenyament dels nobles i situat també a la Rambla.
La primitiva església fou destruïda per un incendi l'any 1671, i entre el 1681 i 1732 es construí l'església actual, d'estil barroc.
Amb la supressió de la Universitat de Barcelona l'any 1717, els dos col·legis intentaren suplir els estudis suprimits a la capital catalana, ensenyant i conferint els graus de filosofia i de teologia. A conseqüència de l'expulsió de la Companyia de Jesús el 1767, l'ensenyament donat a Betlem i a Cordelles fou transferit al Seminari Conciliar i col·legi episcopal, que ocupà part d'aquests edificis.